# Asaa
Asaa er en by på Vendsyssels østkyst med 1.109 indbyggere  (2024), beliggende 40 km nordøst for Aalborg,19 km nord for Hals, 24 km syd for Sæby, 7 km øst for Dronninglund og 38 km sydøst for Brønderslev. Byen hører til Brønderslev Kommune og ligger i Region Nordjylland. I 1970-2006 hørte byen til Dronninglund Kommune.
Asaa hører til Asaa Sogn. Asaa Kirke fra 1887 ligger i byen.

## Faciliteter
- Asaa Skole blev bygget i 1934. I 1968 blev mellemfløjen og festsalen bygget til, og i 1981 blev den nyeste fløj bygget. Skolen har ca. 90 elever, fordelt på 0.-6. klassetrin i 1 spor.[3] I 2020 blev inspektørboligen nedrevet.
- Asaa Børnehave i den gamle stationsbygning er normeret til 41 børn og har 6 ansatte.[4] Asaa Børnehave er nu flyttet til "Rusen", og stationsbygningen er solgt til Per Jørgensen.
- Asaa Hallen benyttes af Asaa Boldklub Håndbold.[5]
- Asaa Friplejehjem har 30 boliger. Det blev åbnet i 2017 og hører under Danske Diakonhjem.[6]
- Asaa Borgerforening arrangerer juletræsfest, fastelavnsfest, Sankt Hansfest på byens væddeløbsbane og et årligt hestevæddeløb.
- Byen har købmandsforretning og restaurant Havkroen.
- Asaa Lokalhistorisk Arkiv har til huse i en tidligere lærerbolig på Asaa Skole. Åbent i vinterhalvåret tirsdag 19.00 - 21.00.
- Byen har i forhold til indbyggertal næsten de fleste foreninger i Danmark, bl.a. fodboldklub, billardklub, spejdere, vinterbadeklub, dykkerklub, skytteforening, stand up paddling og junior- og ungdomsklub
- Nordsøstien passerer Asaa. Den er en del af den 5.000 km lange North Sea Trail, vandreruter ad gamle historiske spor gennem 26 regionener i Danmark, Norge, Sverige, Tyskland, Holland, England og Skotland

- Asaa har gode offentlige transportmuligheder til Aalborg og Sæby med bus, på hverdage X-bus med timedrift

## Historie

### Navnet
Asaa nævnes første gang i 1531, men der boede mennesker i Asaa allerede i 1200-tallet.
Bynavnets betydning er usikker, men det menes at komme af olddansk asa (gære, svulme) samt å som en beskrivelse af åen.

### Udskibningsstedet
Asaa bestod i 1682 af 10 gårde og 7 huse med jord. Det samlede dyrkede areal udgjorde 108,6 tønder land skyldsat til 29,88 tønder hartkorn. I tilknytning til bebyggelsen lå Asaa mølle, en gård med 10,5 tønder land dyrket jord skyldsat til 2,01 tønder hartkorn, og Asaagaard, en større gård med 20,6 tønder land dyrket jord skyldsat til 6,66 tønder hartkorn. Driftsformen var alsædebrug.
Kattegat-kysten mellem Lyngså og Hou er meget lavvandet. Midt på denne strækning ligger Asaa, hvor åen af samme navn løber ud. William Halling, der var godsejer på Dronninglund Slot 1776-1796, startede her udskibning af træ til Aalborg, hvor han også havde en stor gård. Asaa blev en vigtig handelsplads.
I 1875 beskrives byen således: "Asaa med Udskibningssted, Skole, Kro, Vandmølle, Handelsetablissement, Teglværk og Kalkværk".
Store handelsskibe fra Norden og England ankrede op ud for Asaa, og små joller sejlede varer til og fra kysten. I 1877-78 anlagde man en 480 meter lang dæmning ud til en anlægsbro ved dybere vand, hvor skibene kunne lægge til. Det gav handelen et opsving. Også byen blomstrede med nye virksomheder og blev den eneste regulære by i det store Dronninglund Sogn.
I 1901 beskrives byen således: "Asaa — ved Aaens Munding, med Filialkirke, Kapellanbolig, Missionshus (opf. 1890), Skole, Lægebolig, Kro, Mølle, Teglværk, Kalkværk, Dampsavværk, Jærnstøberi og Maskinfabrik, Garveri, Farveri, Maltgøreri, Andelsmejeri, Købmandsforretninger, m. m., Udskibningssted — ved Yderenden af den 1570 F. lange Jorddæmning er der kun 3, men 140 F. uden for den 11 F. Vand —, Toldassistentsted, Postekspedition og Telegrafstation".
Asaas folketal i 1800-tallet:
| 1801 | 1840 | 1860 | 1870 | 1880 | 1890 |
| ---- | ---- | ---- | ---- | ---- | ---- |
| 163  | 263  | 269  | 347  | 423  | 606  |

### Asaa Havn
Efterhånden blev anlægsbroen ramt af tilsanding, så skibsfarten søgte andre steder hen. I 1905 fik havnen gældssanering, stærkt hjulpet på vej af den lokale folketingsmand Vilhelm Lassen, som var blevet finansminister. I 1908 blev der indviet en ny fiskerihavn på sydsiden af molen. Fiskeriet, især kystfiskeriet af torsk og ål, blev nu hovederhvervet i Asaa. I 1940'erne blev de store forekomster af makrel grundlag for fiskeriet, og 50 fartøjer var nu hjemmehørende i Asaa. Men Asaa-fiskerne kunne ikke hamle op med de stadig større trawlere på Vesterhavet, og ved havnens 100 års jubilæum i 1977 var der kun 20 fartøjer tilbage i Asaa. Nedgangen fortsatte og i dag landes der ikke fisk i havnen
Historien om Asaa Havn finder sin begyndelse så langt tilbage som i 1877, hvor havnen blev anlagt som en ø-havn. I perioden 1905 til 1977 er havnen blevet udbygget, hvor den sidste udbygning i 1976 - 1977 var anlæggelse af en lystbådehavn med plads til ca. 175 fartøjer. Lystbådehavnen er placeret nord for de gamle havnebassiner. Asaa Havn består i dag af 3 bassiner, hvor der i lystbådehavnen fortøjes ved bro og pæle. I de øvrige kan der fortøjes langskibs samt et begrænset antal ved pæle. Ledige pladser er angivet ved et grønt skilt. I det sydligste bassin er der adgang til kran og bedding. Lige syd for havnen findes en god og børnevenlig badestrand. Asaa Havn har gode toilet- og badeforhold, havnegrill, legeplads m.m. På Asaa Havn findes et lille hyggeligt havnemuseum med samling af fiskeredskaber, skibsmotorer, skibsradioer, ekkolod og navigationsudstyr brugt gennem tiderne. Det autentiske fiskermiljø er bevaret
I 2019 blev den gamle auktionshal totalrenoveret og i lystbådehavnen blev der etableret en "Krabbebro".

### Turistby
Igen måtte man tænke i nye baner, og i 1976-77 blev der anlagt en lystbådehavn med 175 bådpladser nord for det gamle havnebassin. I dag er lystbådehavnen sammen med et stort sommerhusområde og en campingplads, der udlejer et bredt sortiment af hytter, grundlag for at Asaa er blevet en turistby, som nyder godt af den børnevenlige badestrand, men også har en historie. På vejen ud til ø-havnen ses fiskernes rødmalede skure fra 1930'erne, og i havnefogedens gamle fiskerhus blev der i 1992 indrettet havnemuseum.

### Asaabanen
Fjerritslev-Frederikshavn Jernbanes strækning Nørresundby-Frederikshavn (Sæbybanen, 1899-1968) fik i 1914 en 5,4 km lang sidebane fra Ørsø til Asaa. Selvom Ørsø var knudepunktet, kørte togene normalt mellem Asaa og Dronninglund, som nu var blevet det store egnscenter. I banens senere år kørte enkelte tog uden skift mellem Aalborg og Asaa.
Stationen havde 4 parallelle spor, hhv. varehusspor, hovedspor, omløbsspor og læssespor. Som endestation havde den en enkeltsporet lokomotivremise. I 1948 fik stationen drejeskive – indtil da havde man klaret sig med at ombygge to lokomotiver, så de kørte lige godt forlæns og baglæns. Stationsbygningen, der var tegnet af arkitekten Heinrich Wenck, lå på tværs for enden af sporene. Den er bevaret på Bolværksvej 2.

## Kendte personer
- Mogens Dalsgaard (1942-), koncertpianist.
- Ellen Gottschalch (1894-1981) dansk skuespillerinde.